# 377
377 (CCCLXXVII) fue un año común comenzado en domingo del calendario juliano, en vigor en aquella fecha.
En el Imperio romano, el año fue nombrado como el del consulado de Augusto y Merobaudes, o menos comúnmente, como el 1130 Ab urbe condita, adquiriendo su denominación como 377 a principios de la Edad Media, al establecerse el anno Domini.

## Acontecimientos
- Batalla de Ad Salices: las tropas romanas luchan una batalla de resultado indeciso contra los godos.
- Graciano el Joven declara a los herejes enemigos de la Iglesia católica.
- El rey persa Sapor II empuja a los hunos blancos de vuelta al otro lado del Cáucaso.
- Los ostrogodos, empujados por los hunos, mueven en sus migraciones a roxolanos, hérulos y rugios.
- Incursiones de tribus árabes atacan a varias ciudades del Mediterráneo, pertenecientes por entonces a Valente, emperador romano de oriente.

## Arte y literatura
- El pintor chino Gu Kaizhi pinta su obra, La diosa del río Lo.
- San Jerónimo se retira a Belén, donde pasó el resto de su vida (muere en 419) dedicado a la traducción de la Biblia al latín, versión que se conoce como la Vulgata.[1]